# بطولة باوليستا 1979
بطولة باوليستا 1979 هو موسم من بطولة باوليستا. أشرف على تنظيمه اتحاد باوليستا لكرة القدم ‏، وكان عدد الأندية المشاركة فيه 20، وفاز فيه نادي كورينثيانز.